# Blue Merle
Blue Merle was een Amerikaanse band uit Nashville (Tennessee). Hun naam komt van de tekst van het Led Zeppelin-nummer Bron-Y-Aur Stomp van Led Zeppelin III, verwijzend naar een 'blue-eyed merle' bordercollie. Hun zanger Luke Reynolds, heeft een stem die wordt vergeleken met die van Chris Martin en Dave Matthews. De band staat ook bekend om live-uitvoeringen van het nummer Psycho Killer van Talking Heads.

## Bezetting

### Leden
- Luke Reynolds (zang)
- Jason Oettel
- Beau Stapleton (mandoline)
- William Ellis (drums)
- Luke Bulla (viool)

### Voormalige leden
- Patrick Ross
- Kevin Arrowsmith

## Geschiedenis
De band werd opgericht toen Luke Reynolds en Jason Oettel elkaar ontmoetten en begonnen samen te werken. Een vriend in een studio bood hen wat opnametijd en ze begonnen met het opnemen van verschillende demotracks. Terwijl ze dat deden, was de president van Sony Publishing toevallig aanwezig en bood hen een contract aan. Reynolds ontmoette vervolgens de mandolinespeler Beau Stapleton op zijn weg terug naar zijn huis in Vermont en nodigde hem uit om mee te doen. Oettel bracht ook een van zijn eigen vrienden, William Ellis mee, de drummer in de band. Ellis bedacht de naam van de band. Het laatste lid was de violist Luke Bulla, die werd gevraagd om een paar weken in te vallen, maar die al snel een voltijds lid was.
In februari 2005 bracht Blue Merle Burning In The Sun uit, met de singles Burning In The Sun, Every Ship Must Sail Away en Lucky To Know You. Het album bereikte nummer 8 in de Billboard Heatseekers-hitlijst en piekte op nummer 199 in de Billboard 200. Blue Merle speelde Lollapalooza in 2005 en toerde met Guster, Jem, J.J. Cale en Badly Drawn Boy.
In april 2006 ging de band uit elkaar. Ze speelden hun laatste, 45 minuten durende show op vrijdag 21 april tijdens het muziekfestival Rites of Spring van de Vanderbilt University samen met Clap Your Hands Say Yeah en My Morning Jacket.
Sinds het uiteenvallen van de band bracht Luke Reynolds de twee solo-ep's The Space Between the Lines en Maps uit, voordat hij zich fulltime voegde bij de band Guster. Beau Stapleton bracht de solo-ep Will I Shine For You Still uit.
Het laatste project van Luke Reynolds heette Pictures and Sound en bracht hun gelijknamige debuutalbum op 19 augustus 2008 uit bij Vanguard Records. Het nummer If I Could was ook prominent aanwezig in de aflevering Let's Get It On van Friday Night Lights (voor het eerst uitgezonden op 2 november 2007). Every Ship Must Sail Away was het laatste nummer in seizoen 1, aflevering 2 van de tv-serie Bones.

## Discografie
- 2003: Blue Merle (ep)
- 2004: Blue Merle The Fires (ep)
- 2005: Burning in the Sun
- 2005: Live at Bull Moose (ep)

- International Standard Name Identifier: 0000 0001 0234 4614
- Library of Congress Control Number: n2005054548
- MusicBrainz: d8789399-631d-45b2-a3a4-c4275aaa4b14
- Virtual International Authority File: 152654212